# Zeoke (Lazarevac)
Pour les articles homonymes, voir Zeoke.
Zeoke (en serbe cyrillique : Зеоке) est un village de Serbie situé dans la municipalité de Lazarevac et sur le territoire de la ville de Belgrade. Au recensement de 2011, il comptait 722 habitants.

## Géographie

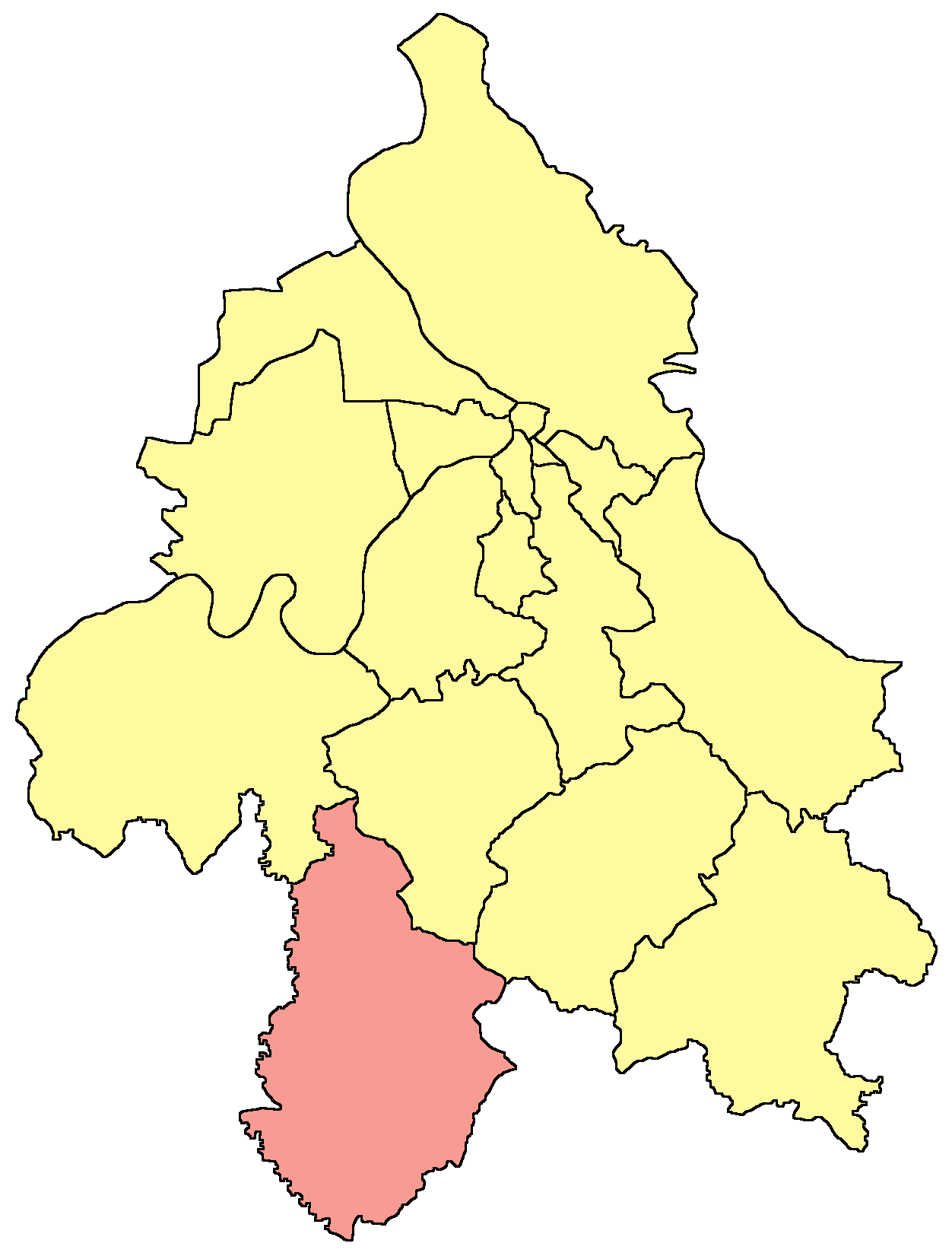
Localisation de la municipalité de Lazarevac dans la ville de Belgrade

## Climat
Zeoke possède une station météorologique qui mesure le climat de la région de Lazarevac. En hiver, la température moyenne y est de 1,7 °C, au printemps de 10,1 °C, en été de 19,5 °C et en automne de 10,6 °C.

## Histoire
La plus ancienne mention écrite de Zeoke date de 1528, à une période où le village était sous domination ottomane ; il comptait alors 10 foyers.
Au XIXe siècle, la famille Stanojević, originaire de Zeoke, joua un rôle important dans les soulèvements serbes contre les Ottomans (1804-1813 et 1815). En 1804, Stanoje Mihailović fut tué lors du massacre des princes, un événement qui fut la cause immédiate du premier soulèvement conduit par Karađorđe (Karageorges). Le neveu de Stanoje, Nikola (1779-1829), vengea sa mort sur le champ en tuant un Turc ; en 1819, il fut à son tour fait prince (knez) par Miloš Obrenović, le chef du Second soulèvement serbe, et prit le nom de Stanojević en l'honneur de son oncle. Le monument du prince Stanoje Mihailović, érigé Zeoke à l'emplacement de sa mort, est inscrit sur la liste des monuments culturels de grande importance de la république de Serbie et sur la liste des biens culturels de la ville de Belgrade.

## Démographie

### Évolution historique de la population
| 1948 | 1953 | 1961  | 1971  | 1981 | 1991 | 2002 | 2011 |
| ---- | ---- | ----- | ----- | ---- | ---- | ---- | ---- |
| 925  | 985  | 1 011 | 1 052 | 895  | 883  | 796  | 722  |

|  |

### Données de 2002
Pyramide des âges (2002)
En 2002, l'âge moyen de la population était de 40 ans pour les hommes et 40 ans pour les femmes.
Répartition de la population par nationalités (2002)
En 2002, les Serbes représentaient 98,74 % de la population.

### Données de 2011
En 2011, l'âge moyen de la population était de 42,4 ans, 41 ans pour les hommes et 43,7 ans pour les femmes.

## Éducation
L'école élémentaire Milorad Labudović de Baroševac gère une annexe à Zeoke.